# Georgia May Foote
Georgia May Foote (Bury, 11 febbraio 1991) è un'attrice britannica.

## Filmografia parziale
Televisione
- Conviction (2004)
- Sorted (2006)
- Grange Hill (2005-2008)
- Coronation Street (2010-2015)
- Fake Reaction (2014)
- Strictly Come Dancing (2015)
- Trollied (2016)